# Effetto elettro-ottico
L'effetto elettro-ottico consiste nel cambiamento dell'indice di rifrazione di un materiale, causata dalla presenza di un campo elettrico esterno, le cui linee attraversano il detto materiale.
Questo effetto ha luogo in corrispondenza di due differenti categorie di fenomeni:

## Descrizione
a) Fenomeni che generano una variazione dell'assorbimento ottico del materiale:
- Elettroassorbimento: cambio delle costanti di assorbimento del materiale
- Effetto Franz-Keldysh: cambio dell'assorbimento che ha luogo in alcuni substrati semiconduttori
- Effetto Stark-Lo Surdo: cambio dell'assorbimento in quantum well in semiconduttori
- Effetto elettrocromico: creazione di una banda di assorbimento a lunghezze d'onda specifiche, che dà luogo a cambi del colore del materiale.

b) Fenomeni che generano una variazione dell'indice di rifrazione:
- Effetto Pockels: (o effetto elettro-ottico lineare): variazione dell'indice di rifrazione linearmente proporzionale al campo elettrico. Si verifica solamente in certi cristalli, dal momento che richiede la mancanza di una simmetria di inversione

{\displaystyle \Delta n\propto E}
L'effetto Pockels è il principio su cui si basa il funzionamento dei modulatori elettro-ottici.
- Effetto Kerr: (o effetto elettro-ottico quadratico): variazione dell'indice di rifrazione proporzionale al quadrato del campo elettrico. Tutti i materiali mostrano effetto Kerr, ma normalmente è molto più debole dell'effetto Pockels.

{\displaystyle \Delta n\propto E^{2}}
- electro-gyration: variazione dell'attività ottica

Variazioni nell'assorbimento possono avere un forte effetto sull'indice di rifrazione per tutte le lunghezze d'onda vicine alla soglia di assorbimento, secondo la relazione di Kramers-Kronig.
Se si considerano campi elettrici oscillanti a frequenze nel campo ottico, si aggiungono i seguenti effetti:
- Assorbimento non lineare: proporzionale al quadrato della intensità della luce interagente con il materiale (categoria a) )
- Effetto Kerr ottico (la variazione dell'indice di rifrazione dipende dall'intensità della luce (categoria b) ). Combinato con l'effetto fotoelettrico e la fotoconduttività, l'effetto elettro-ottico dà luogo all'effetto fotorifrattivo.